# Chassalia subochreata
Chassalia subochreata är en måreväxtart som först beskrevs av De Wild., och fick sitt nu gällande namn av Robyns. Chassalia subochreata ingår i släktet Chassalia och familjen måreväxter. Inga underarter finns listade i Catalogue of Life.